# Muhlenbergia setifolia
Muhlenbergia setifolia är en gräsart som beskrevs av Thomas Coulter. Muhlenbergia setifolia ingår i släktet muhlygräs, och familjen gräs. Inga underarter finns listade i Catalogue of Life.